# 保羅 (塞爾維亞牧首)
塞爾維亞的保羅 （塞爾維亞語：Павле; 1914年9月11日 – 2009年11月15日）塞爾維亞東正教會第44任牧首 ，有「行走的聖人」之稱，是該宗教重要的塞爾維亞精神領袖。

## 早期生活
保羅牧首本名為Gojko Stojčević (Гојко Стојчевић)，居住在克羅埃西亞-斯拉沃尼亞王國（即今克羅地亞）境內的一條小村莊。他在1955年至1957年間希臘雅典大學的神學院完成他的課程。及後在1957年他當了普里茲倫和斯塔拉斯教區﹝包括科索沃﹞，並擔任此職三十三年才成為牧首。

## 逝世

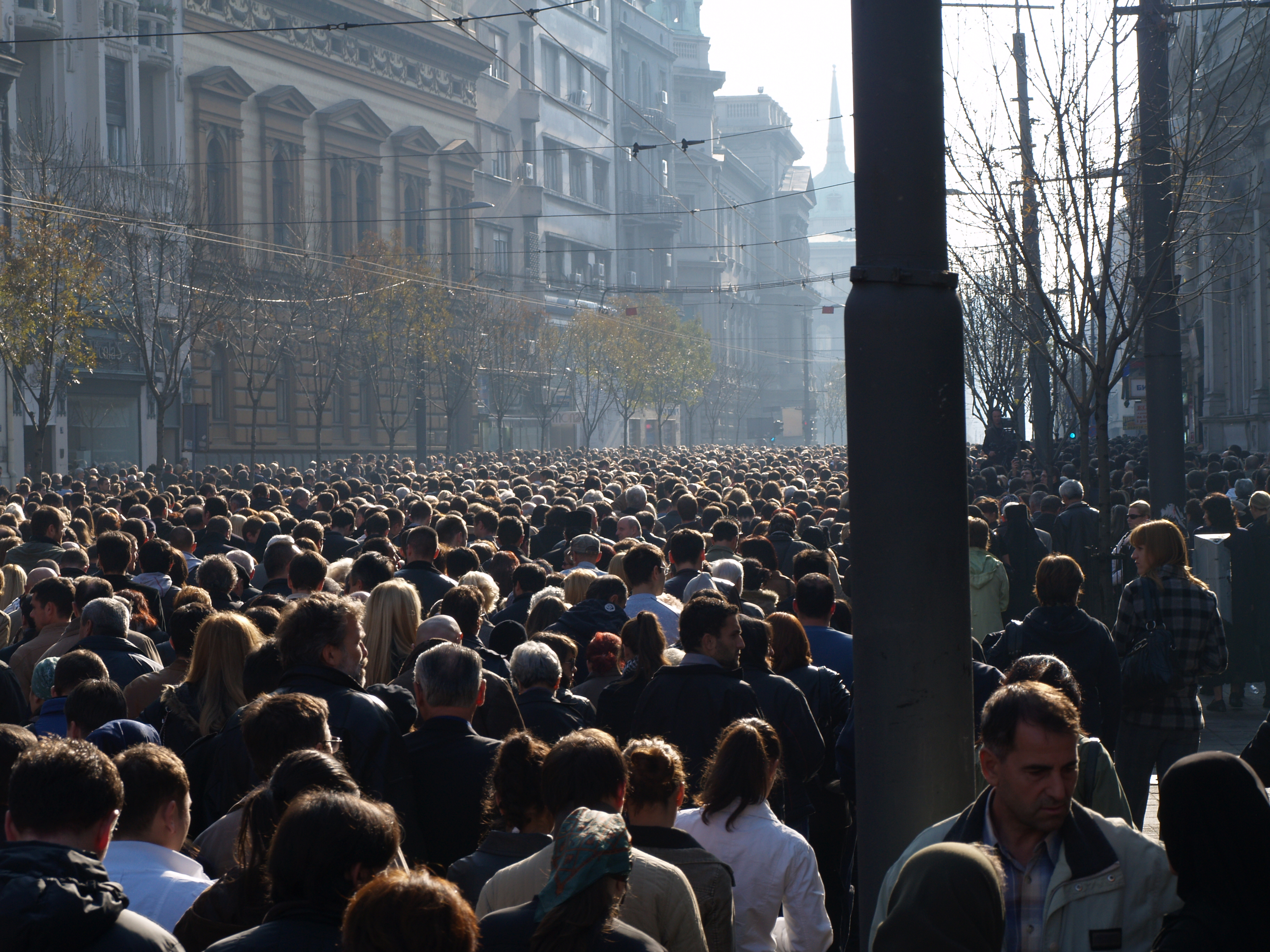
參與保羅出殯的群眾

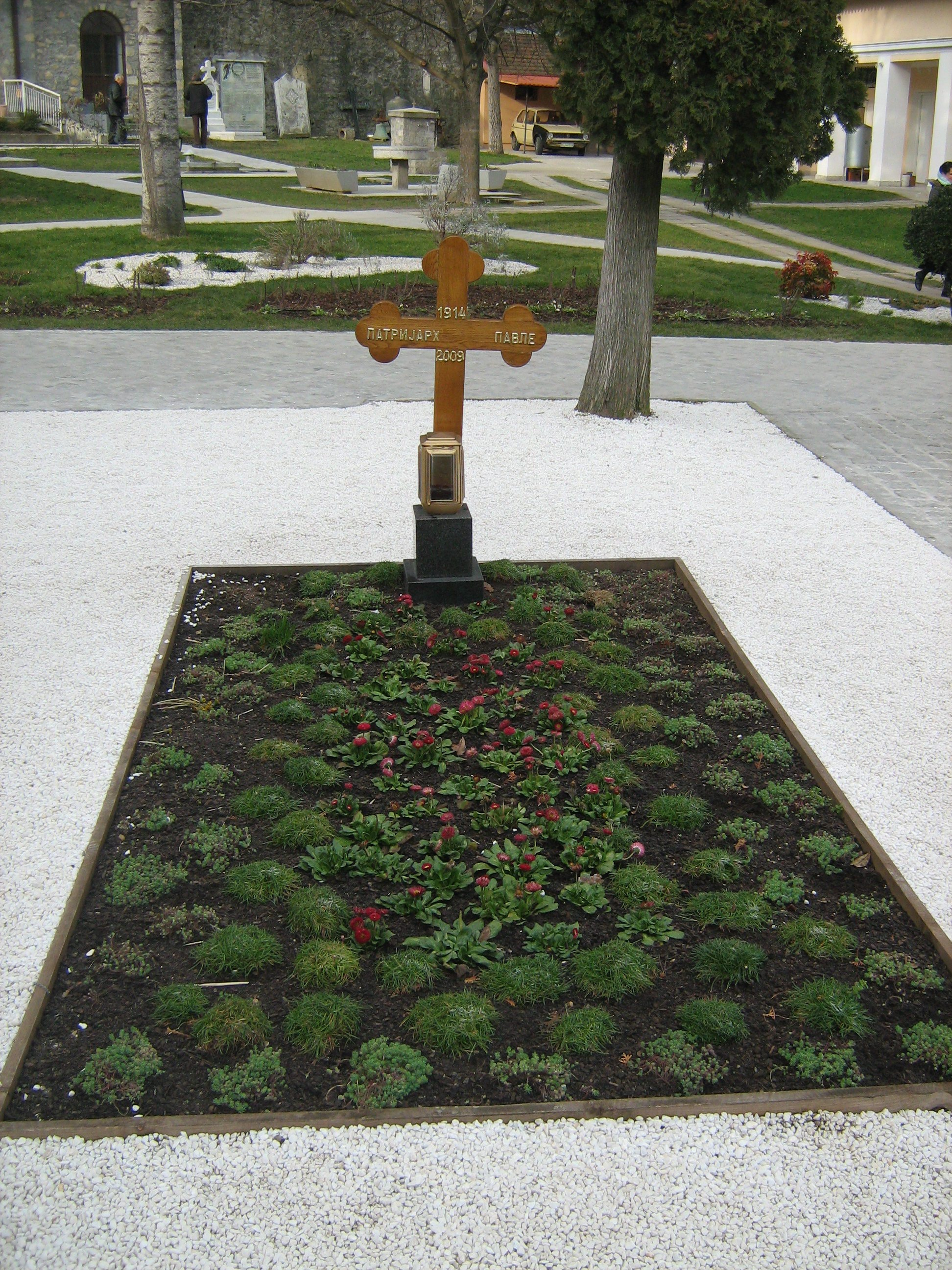
保羅位於拉克維卡修道院的墓地

保羅於2009年11月15日離世。

## 資料來源
1. ↑  Serbian Orthodox Church official site: History （页面存档备份，存于）
2. ↑  Montreal Gazette: Known as 'saint who walks' - Orthodox leader Restored Serb church's prominent role （页面存档备份，存于）
3. ↑  Associated Press. . Kathimerini (IHT edition). 2009-11-16: 2  [2009-11-16]. （原始内容存档于2015-04-03）.

## 外部連結
- . SerbianOrthodoxChurch.com.   [2009-02-22]. （原始内容存档于2020-08-09） （塞尔维亚语）.
- 塞爾維亞東正教會 - 保羅總主教
- 訃聞 （页面存档备份，存于） （塞爾維亞文）
- Patriarch Pavle （页面存档备份，存于） – 《每日郵報》訃聞

| 正教會頭銜  | 正教會頭銜               | 正教會頭銜    |
| ----------- | ------------------------ | ------------- |
| 前任： 赫曼 | 塞爾維亞總主教 1990–2009 | 繼任： 艾林尼 |